# Johannes Thor Sundby
Johannes Thor Sundby (* 26. Mai 1830 in Kopenhagen; † 16. November 1894 ebenda) war ein dänischer Romanist und Italianist.

## Leben und Werk
Thor Sundby studierte in Kopenhagen und in Frankreich. Er promovierte 1869 mit der (bahnbrechenden) Arbeit Brunetto Latinos levnet og skrifter (Kopenhagen 1869, italienisch: Della vita e delle opere di Brunetto Latini, übers. von Rodolfo Renier, Florenz 1884, Toronto 2008) und lehrte an der Universität Kopenhagen, ab 1880 als außerordentlicher Professor für Französisch (Nachfolger von Vilhelm Bjerring) und ab 1887 auf dem neu geschaffenen Lehrstuhl für Romanische Philologie. Sein Nachfolger dort war Kristoffer Nyrop.
Sundby war ab 1888 Mitglied der Königlich Dänischen Akademie der Wissenschaften.

## Werke
- (Hrsg.) Mag. Philippi Gualteri ab Insulis, dicti de Castellione, Liber qui dicitur Moralium dogma, de Virtutibus et vitiis oppositis moraliter et philosophice determinans. Kopenhagen 1869.
- (Hrsg.) Albertani Brixiensis Liber consolationis et consilii ex quo hausta est fabula gallica de Melibeo et Prudentia, quam, anglice redditam et The Tale of Melibe inscriptam, Galfridus Chaucer inter Canterbury tales recepit. London 1873.
- Blaise Pascal. Hans Kamp mod Jesuiterne og hans Forsvar for Kristendommen. Kopenhagen 1877 (deutsch: Blaise Pascal. Sein Kampf gegen die Jesuiten und seine Verteidigung des Christentums. Übersetzt von Heinrich Paul Junker, Oppeln 1885).
- (mit Euchaire Baruël) Dictionnaire dano-norvégien-français. Dansk-Norsk-Fransk haand-ordbog. Kopenhagen 1883–1884.
- (Übersetzer mit William Frederik de Coninck) Pascals Tanker, Kopenhagen 1883.